# 布羅格登 (北卡羅萊納州)
布羅格登（英語：Brogden）是位於美國北卡羅萊納州韋恩縣的普查規定居民點。

## 人口
根據2020年美國人口普查的數據，布羅格登的面積為5.84平方千米，當中陸地面積為5.74平方千米，而水域面積為0.10平方千米。當地共有人口2510人，而人口密度為每平方千米429.79人。